# Прока, Василий Ефимович
Василий Ефимович Прока (7 апреля 1937, село Будешты, Бессарабское губернаторство, Румыния — 24 апреля 1982, Кишинёв, Молдавская ССР) — советский молдавский учёный, географ. Лауреат Государственной премии Молдавской ССР в области науки и техники (1981).

## Биография
Родился в 1937 году в крестьянской семье в селе Будешты (сегодня – в составе кишинёвского сектора Чеканы (сектор Кишинёва)|Чеканы). В 1960 году окончил Тираспольский государственный педагогический институт. С 1963 года – научный сотрудник, с 1971 года – заведующий отделом географии Академии наук Молдавской ССР. С 1964 года член КПСС.
С 1978 года – руководитель, главный редактор и соавтор работ по комплексному картографированию Молдавской ССР.
Был членом главной редакции Молдавской советской энциклопедии. Автор ряда статей в энциклопедии «Советская Молдавия: краткая энциклопедия».
Проживал в Кишинёве. Умер в апреле 1982 года.

## Научная деятельность
Изучал колебания гидрометеологического режима. Обнаружил ритмы природных процессов и явлений в ландшафтах юго-западной части Русской равнины. Предложил научную идею оптимизации взаимодействий общества с природой путём формирования природно-хозяйственной структуры территории. Изучал морфологическую структуру и экологию ландшафтов, используя дистанционные методы исследований. Разработал серию обучающих карт.
Автор более 200 научных работ, в том числе:
- Морфологическая структура ландшафтов и землеустроительное проектирование (Кишинёв, 1976);
- Географическое районирование и территориальная организация хозяйства Молдавской ССР (Кишинёв, 1977);
- Ландшафтное картографирование земель для целей мелиоративного строительства (Кишинёв, 1978; соавторы Р. И. Войну; В. Е. Моток).